# Autoalveare
 (septembre 2022).
La mise en forme du texte ne suit pas les recommandations de Wikipédia : il faut le « wikifier ».
Les points d'amélioration suivants sont les cas les plus fréquents. Le détail des points à revoir est peut-être précisé sur la page de discussion.
- Les titres sont pré-formatés par le logiciel. Ils ne sont ni en capitales, ni en gras.
- Le texte ne doit pas être écrit en capitales (les noms de famille non plus), ni en gras, ni en italique, ni en « petit »…
- Le gras n'est utilisé que pour surligner le titre de l'article dans l'introduction, une seule fois.
- L'italique est rarement utilisé : mots en langue étrangère, titres d'œuvres, noms de bateaux, etc.
- Les citations ne sont pas en italique mais en corps de texte normal. Elles sont entourées par des guillemets français : « et ».
- Les listes à puces sont à éviter, des paragraphes rédigés étant largement préférés. Les tableaux sont à réserver à la présentation de données structurées (résultats, etc.).
- Les appels de note de bas de page (petits chiffres en exposant, introduits par l'outil «  Source ») sont à placer entre la fin de phrase et le point final[comme ça].
- Les liens internes (vers d'autres articles de Wikipédia) sont à choisir avec parcimonie. Créez des liens vers des articles approfondissant le sujet. Les termes génériques sans rapport avec le sujet sont à éviter, ainsi que les répétitions de liens vers un même terme.
- Les liens externes sont à placer uniquement dans une section « Liens externes », à la fin de l'article. Ces liens sont à choisir avec parcimonie suivant les règles définies. Si un lien sert de source à l'article, son insertion dans le texte est à faire par les notes de bas de page.
- La présentation des références doit suivre les conventions bibliographiques. Il est recommandé d'utiliser les modèles {{Ouvrage}}, {{Chapitre}}, {{Article}}, {{Lien web}} et/ou {{Bibliographie}}. Le mode d'édition visuel peut mettre en forme automatiquement les références.
- Insérer une infobox (cadre d'informations à droite) n'est pas obligatoire pour parachever la mise en page.

Pour une aide détaillée, merci de consulter Aide:Wikification.
Si vous pensez que ces points ont été résolus, vous pouvez retirer ce bandeau et améliorer la mise en forme d'un autre article.
Le Lancia Omicron L "Autoalveare" était un autobus interurbain à aménagement particulier, conçu et expérimenté par la compagnie de transports romaine ATAG à partir de 1931, avec l'idée de transporter un maximum des passagers en préservant leur intimité dans des mini compartiments, appelés alvéoles. C'est la Carrozzeria Macchi de Varese qui réalisa les deux exemplaires expérimentaux qui ont été utilisés sur la ligne très fréquentée entre Rome et Tivoli, remplaçant les anciens tramways à vapeur.

## Contexte historique
À l'époque, dans les années 1920, beaucoup de tramways fonctionnaient encore à la vapeur, des convois lents, plutôt inconfortables et extrêmement volumineux. L'idée d'utiliser des autobus à étages, comme le Lancia Omicron qui avait fait ses preuves depuis 1927 en sillonnant le désert du Sahara afin d'assurer la liaison quotidienne entre l'Algérie et le Soudan français, est née en 1929, après la publication du décret Royal N° 2150 du 2 août interdisant toute nouvelle concession de lignes de tramways en banlieue, restreint les conditions des concessions déjà accordées jusqu'à la fin de 1929 et réduit d'un tiers les contributions versées aux lignes en exploitation. Mussolini avait décidé de durcir le ton contre les actionnaires étrangers des nombreux "tramways" à vapeur actifs en Italie, de les forcer à s'entendre, pour remédier à l'obsolescence du matériel roulant, jamais modernisé, et les inciter à acquérir du matériel à traction électrique. Le décret-loi précisait, à l'art. 30, que le gouvernement avait la faculté d'imposer des travaux de modernisation et des augmentations de capital pour les lignes « qui ne répondaient plus aux besoins de la zone desservie ». Si un concessionnaire refusait cette mesure, « le Gouvernement pouvait procéder au rachat immédiat de la ligne, sans avertissement préalable ».

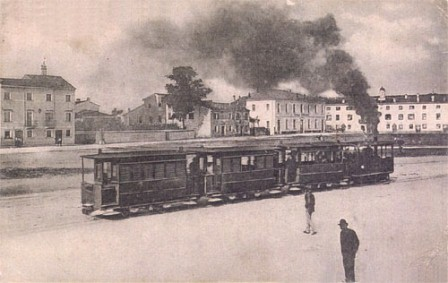
Une rame de 3 voitures d'un tramway à vapeur, lent et inconfortable, mais transportant 180 passagers

L'objectif a été largement atteint. Quasiment toutes les entreprises d'origine belge et française ont cédé les lignes concédées aux collectivités locales italiennes. Se posait alors le problème du remplacement des tramways par des autobus. Les modèles interurbains transportaient, à l'époque, 40 personnes assises contre les 60 qui pouvaient trouver une place assise ou debout dans une seule voiture de tramway alors que les rames complètes pouvaient comporter, en moyenne, quatre à dix voitures, selon l'horaire.

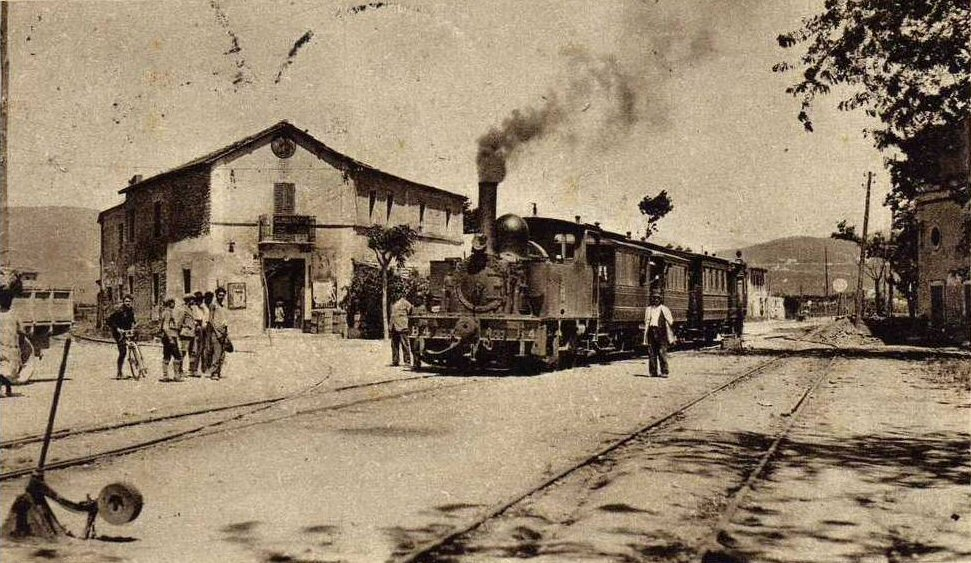
Tramway à vapeur Rome-Tivoli en gare de Bagni, en face de l'usine d'Acque Albule. Les autobus ruche ont été conçus pour remplacer ces convois, composés de quatre à dix voitures de voyageurs

## La ligne Rome-Tivoli
La réduction des subventions publiques, l'obligation de réaliser de coûteux travaux de modernisation et procéder au rachat de manière obligatoire fut une condamnation sans appel pour les lignes qui ne vivaient que de subventions, mais aussi pour celles dont on espère la fermeture en raison de leur trop faible fréquentation. À Rome, on souhaitait fusionner la ligne de chemin de fer Rome-Civita Castellana-Viterbo (reconstruite en 2001) avec la ligne de tramway des Castelli Romani, et utiliser les voies ferrées électrifiées des FS pour Frascati, Albano et Velletri mais le tramway Rome-Tivoli, est resté avec ses anciens matériels à vapeur datant de son inauguration en 1879.
Rachetée 850.000 lires en 1928, (équivalant théoriquement à 8,5 millions € 2020) la concession a été attribuée à la compagnie publique STFER le 28 décembre 1928. Cette ligne avait été construite, à l'époque, pour disposer d'une infrastructure ferroviaire compatible avec les normes des FS en utilisant des rails compatibles avec le trafic routier. Un problème s'est posé pour assurer le bon fonctionnement de la ligne d'autobus de remplacement car, surtout en été, il y avait une très forte demande de transport vers la station thermale de Bagni di Tivoli. La fermeture de nombreuses lignes a vite causé des problèmes dus à la moindre capacité des autobus appelés à remplacer les tramways ce qui a engendré des pétitions pour leur réouverture. Il était effectivement impossible qu'un tramway pouvant transporter 4 à 500 personnes en effectuant jusqu'à six aller-retours quotidiens à une moyenne de 25/30 km/h puisse être remplacé par des autobus de 40 places qui ne font que deux aller-retours à la vitesse de d'à peine 20 km/h.
Le 1er juillet 1931, lorsque l'exploitation de la ligne d'autobus de remplacement commence, la Compagnie des tramways et des autobus du gouvernorat, l'ATAG, est aux prises depuis un an et demi avec la réforme des transports routiers entrée en vigueur le 1er janvier 1930. Le long des rues du centre historique, les tramways (rames composées de remorques tractées par une motrice MRS 2000) sont remplacés par des autobus Lancia Omicron et SPA 34 de 35 places. Très vite, six autobus à impériale Lancia Omicron sont mobilisés sur la ligne.

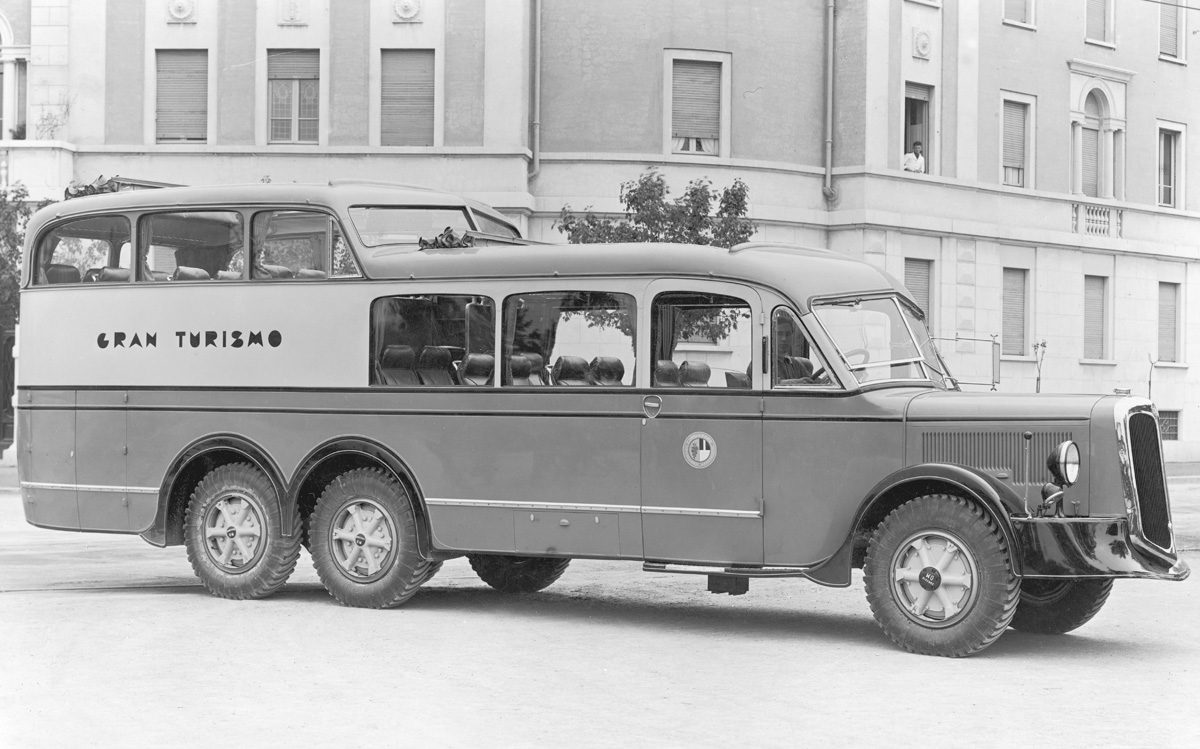
Autobus OM Gran Turismo avec un grand coffre à bagages et un espace bar sous le niveau haut, à l'arrière

L'idée d'utiliser le principe de la "ruche" fait son chemin dans le cadre d'un plan général de modernisation du parc d'autobus basé sur le cahier des charges établi par la société romaine de transport, décrivant un type d'autocar utilisé pour les lignes "Grand Tourisme" établi en 1927, comme le "type belvédère". Dans ces voitures, destinées aux trajets longs, les sièges sont surélevés pour permettre une vue panoramique. Le véhicule comportait une grande soute à bagages et une zone bar. C'est un type d'autocar qui a connu une très bonne diffusion même après la guerre, avec une disposition classique des sièges, deux rangées de fauteuils avec un couloir central, pour un total de 40 places.

## L'autobus alvéolaire «ruche»

### L'idée de base du projet
Pour résoudre le problème de la faible capacité des autobus, il était intéressant de s'intéresser aux véhicules existants, notamment un autobus pour les déplacements longues distances qui, depuis la Californie, desservait plusieurs villes des Etats-Unis. C'étaient de gros autobus, construits à partir de 1928, équipés de sièges couchettes pour les déplacements de nuit, d'un restaurant et de toilettes, utilisés pour les liaisons non desservies par le chemin de fer. Les "autocars Pickwick", comme ils étaient appelés, ont été développés par l'ingénieur Dwight E. Austin (1897-1960) et effectuaient des liaisons régulières depuis Los Angeles vers Denver, Salt Lake City et bien d'autres. L'aménagement de ces véhicules n'est pas celui classique des autobus à impériale, l'environnement intérieur est unique et divisé en plusieurs compartiments.

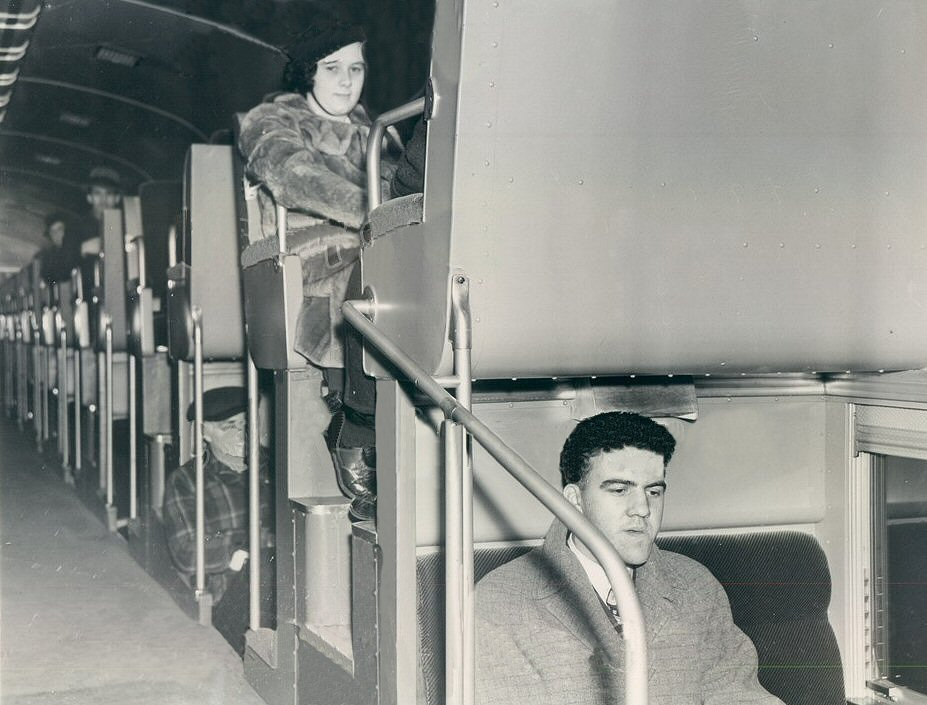
Aménagement intérieur des voitures Pickwick T-62

En Italie, à l'époque, on considérait que les voyageurs n'étaient pas censés dormir, manger ou satisfaire leurs besoins, pendant le voyage. L'agencement intérieur des sièges de l'autobus expérimental Lancia alvéolaire, bien que conçu en s'inspirant du système Pickwick, disposait d'un agencement totalement différent, celui qui sera copié par Long Island Rail Road sur ses propres convois T-62, entré en service à partir de 1932. Dans ces véhicules, le couloir central est situé à mi-chemin entre les sièges supérieurs et inférieurs, tous deux reliés par des marches rabattables. Les véhicules sont appelés "duplex" au lieu de "double étage", pour souligner l'environnement interne unique.

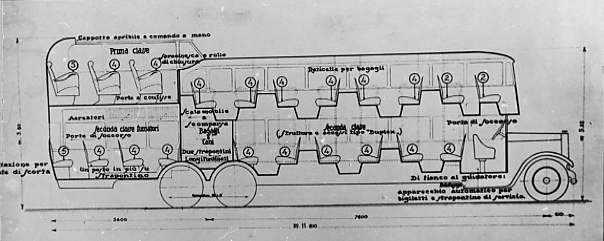
Schéma de la ruche duplex avec les compartiments de première et deuxième classe et coffre à bagages

### Le type Duplex
Le type "Duplex" est aussi appelé véhicule expérimental italien, ou simplement "autobus à deux rangées de sièges superposés". Devant rivaliser non seulement avec la capacité de transport des tramways, les deux prototypes mis en circulation par l'ATAG le 10 mars 1932 ne sont que la première version de ce que l'entreprise définit comme « des voitures de type spécial à très grande capacité ». Ils ont un aménagement intérieur unique, divisé en trois compartiments distincts. Le plus grand, qui occupe la plus grande partie, est la deuxième classe non-fumeur, dans la première partie de l'autobus, les deux autres compartiments, divisés par le coffre, sont un compartiment fumeur de seconde classe sous la zone surélevée et le compartiment de première classe avec la vue panoramique, accessible par la porte arrière. Le véhicule expérimental est construit sur le châssis long du Lancia Omicron, fabriqué  depuis 1927, avec un double essieu arrière, et carrossé par la Carrozzeria Macchi de Varese.

### Les types triplex et quadruplex
L'agencement intérieur avec deux rangées de sièges superposés accrochés aux parois latérales, appelé duplex, est également un test pour les futurs autobus de plus grande capacité. Dans la version triplex, il pouvait y avoir trois rangées de sièges superposés, pour une voiture de 4,30 m de hauteur, de 42, 42 et 49 sièges sur les trois étages plus 11 strapontins, soit un total de 144 sièges. La capacité maximale d'un autobus pourrait être atteinte à l'époque, sous réserve de nouveaux développements, avec le quadruplex, un véhicule articulé à quatre essieux de 4,80 m de haut avec quatre rangées de sièges superposés de 33, 40, 48 et 53 places plus 16 strapontins, soit un total de 190 places.
La version triplex pouvait être disponible avec le troisième étage découvert par contre, le quadruplex, n'était pas un autobus au sens propre du terme. Comme le montre le dessin ci-dessous à droite, il s'agit d'un semi-remorque à deux essieux. Compte tenu des résultats des tests pas entièrement satisfaisants pour le confort des passagers en raison du roulis qui aurait pu déranger les personnes fragiles, ces deux projets ont été abandonnés.

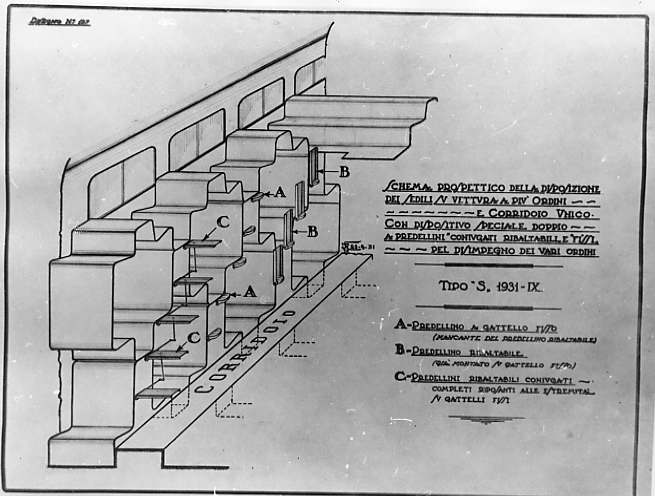
Schéma des sièges
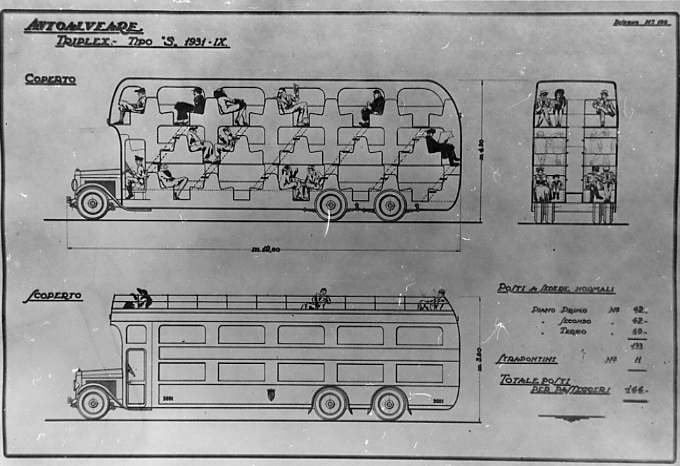
Version duplex
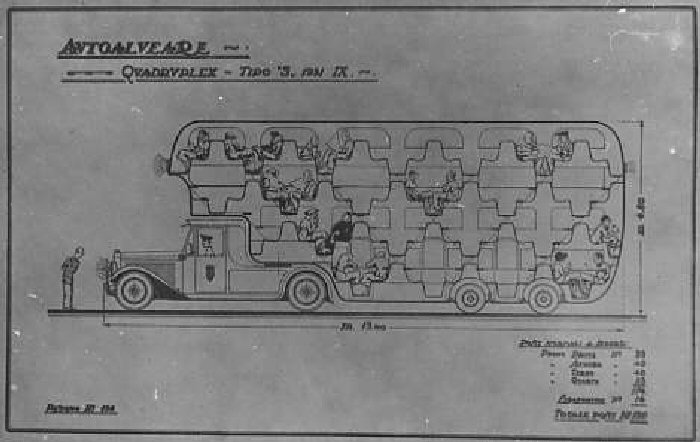
Version quadruplex

## Les Lancia alvéolaires duplex en service sur la ligne Rome-Tivoli

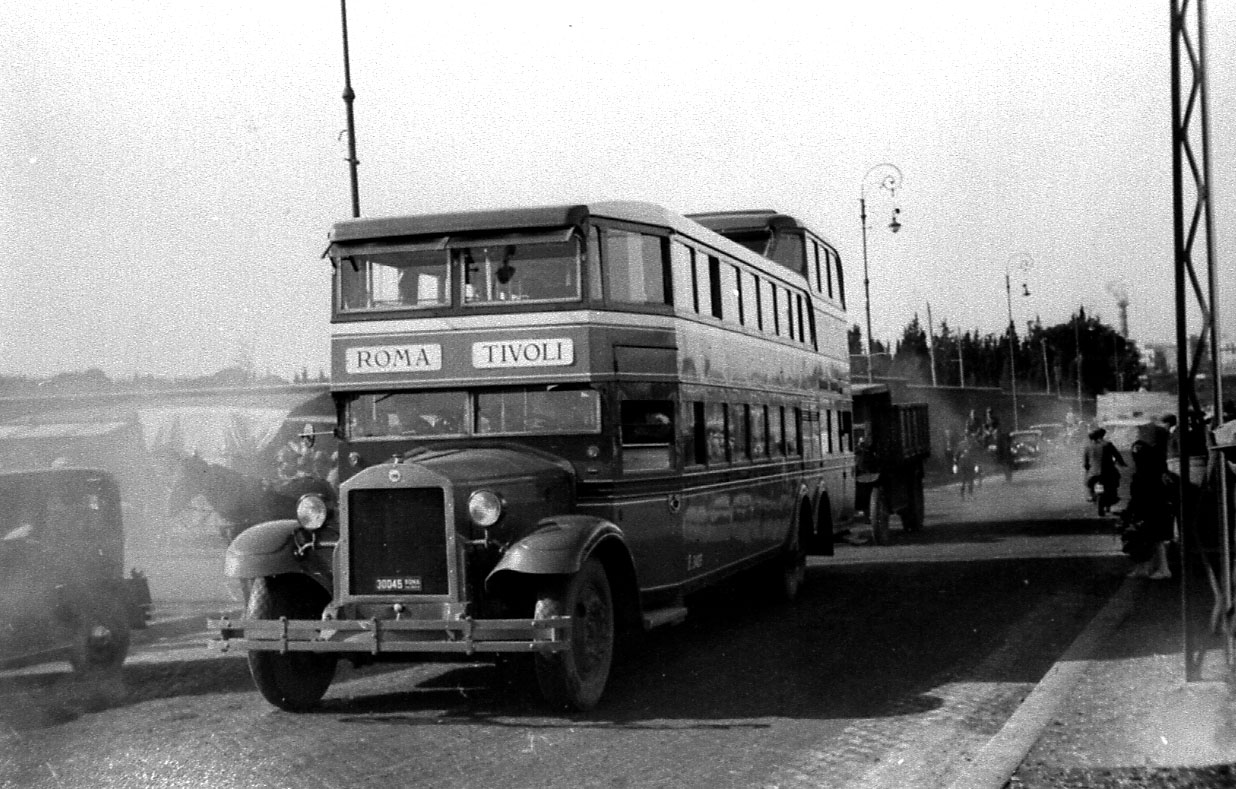
Lancia Omicron alvéolaire duplex Via Tiburtina, à Rome en 1933

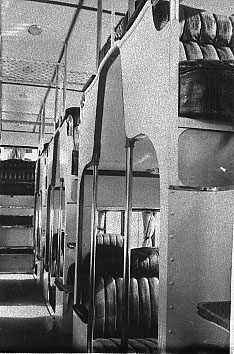
Vue de l'aménagement intérieur de la voiture 3403

Les deux autobus expérimentaux alvéolaires ont été mis en service sur la ligne Rome-Tivoli, mais leur utilisation sur cet itinéraire de 31 km semble avoir été sporadique. Après une utilisation intensive les premiers jours, les véhicules se sont avérés peu adaptés aux pente raides de la Via Tiburtina de l'époque. La ligne Rome-Tivoli a été principalement desservie par des autobus urbains Lancia Omicron adaptés à cet effet, souvent en colonne de trois voitures, pour faire face au nombre de passagers, dans une seule classe et, pendant les périodes estivales de grand trafic, avec des autocars touristiques en complément.
Les deux autobus alvéolaires ont été utilisés pour les circuits touristiques ou loués à des compagnies privées. Tout laisse à croire que la voiture N° 3301 a été détruite lors du premier bombardement de Rome en 1943. La voiture N° 3303 a été utilisée régulièrement après la guerre, sur la ligne urbaine 209 avant d'être radiée en 1954.

## Le tramway alvéolaire «ruche»
Sur la vague de l'engouement pour ces autobus, en 1936 un tramway expérimental à deux étages appelé ATAC 2P.1, avec un aménagement intérieur inspiré des autobus alvéolaires, a été construit et mis en circulation.